# Une conversion
Pour les articles homonymes, voir Conversion.
Une conversion est un roman-feuilleton du flibustier et aventurier au Mexique Gaston de Raousset-Boulbon paru en 1857. C'est l'unique roman de l'auteur.